# Delia Jürgens
Delia Jürgens (* 1986 in Hannover) ist eine deutsche Malerin und Installationskünstlerin.

## Leben und Werk

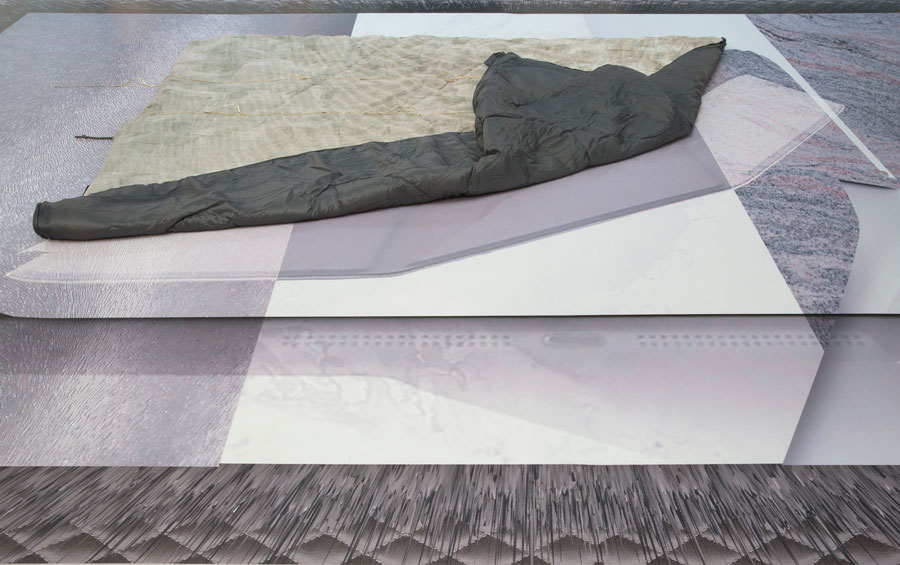
Life is an infinite Line [several Diodes triggering], Kunstraum 53 Hildesheim, 2015

Delia Jürgens studierte von 2008 bis 2014 Freie Kunst an der Hochschule für Bildende Künste Braunschweig bei Frances Scholz und Asta Gröting sowie von 2008 bis 2012 Szenografie an der Hochschule für angewandte Wissenschaft und Kunst Hannover bei Colin Walker. 2012 absolvierte sie Studienaufenthalte in New Mexico, Mexiko-Stadt und New York, 2013 in Los Angeles. Delia Jürgens erhielt das Artist-in-Residence Stipendium des Künstlerhaus Meinersen (2015), das Jahresstipendium des Niedersächsischen Ministeriums für Wissenschaft und Kultur (2016) und das Arbeitsstipendium der Stiftung Kunstfonds (2019). 2018 wurde sie mit dem Sprengel Preis der Niedersächsischen Sparkassenstiftung und des Sprengel Museums ausgezeichnet.
Jürgens’ Arbeiten wurden unter anderem in Gruppen- sowie Einzelausstellungen in internationalen Institutionen wie dem Guangdong Museum of Art Guangzhou (CHN), dem Sprengel Museum Hannover (GER), dem ZKM | Zentrum für Kunst und Medien Karlsruhe (GER), der Kestnergesellschaft Hannover (GER), dem Heidelberger Kunstverein (GER), dem Kunstverein Hannover (GER), in der Garden Gallery Los Angeles (US), _Tim Nolas Wien (AUT) und dem Kunstverein Langenhagen (GER) ausgestellt und ist in den privaten Sammlungen von Rosemarie Trockel und Sabine DuMont Schütte vertreten.
Delia Jürgens’ Werk beschäftigt sich mit Fragen der zeitgenössischen Malerei im Informationszeitalter. Parallel erarbeitet sie seit 2012 das Projekt DIS-PLAY.
Jürgens lebt in Hannover, Berlin und Los Angeles.

## Ausstellungen

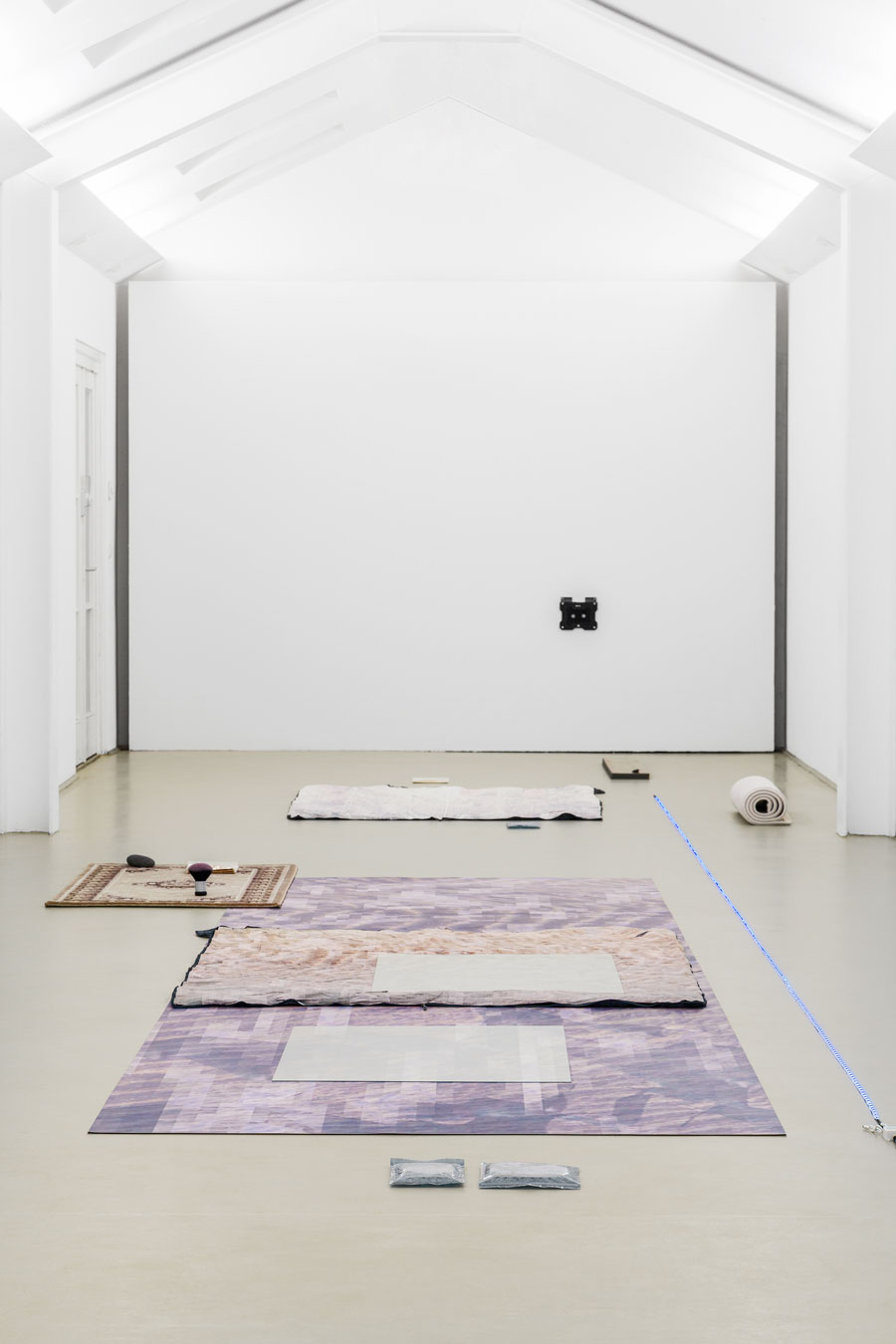
Bawarih Rift – Part I (Viscous Pixels), Kunstverein Langenhagen 2015

### Einzelausstellungen
- 2018: "The Future is but a Second away", Sprengel Museum, Hannover, Deutschland, kuratiert von Carina Plath
- 2017: "in response to [Draußen. Outside. Dozens of my Fingerprints washed away]", Joshua Tree Wüste Kalifornien, Vereinigte Staaten
- 2017: "Echoes in Rain", Ihme-Zentrum, Hannover, Deutschland
- 2016: "Untrodden Areas", Künstlerhaus Meinersen, Meinersen, Deutschland
- 2016: "Cloud Storage", Speisesaal Braunschweig, Deutschland / Kyoto, Japan
- 2015: "Life is an infinite Line [several Diodes triggering]", Kunstraum 53 Hildesheim, Hildesheim, Deutschland, kuratiert von Kerstin Rode und Julian Obertopp
- 2015: "BAWARIH RIFT - PART I (viscous pixels)", Kunstverein Langenhagen, Langenhagen, Deutschland, kuratiert von Ursula Schöndeling
- 2014: "XO - Image Carrier. Filling the Gap.", Diplomausstellung, Hochschule für Bildende Künste Braunschweig, Braunschweig, Deutschland

### Gruppenausstellungen
- 2018 "Jahresgaben", Kunstverein Hannover, Hannover, Deutschland, kuratiert von Sergey Harutoonian und Kathleen Rahn
- 2018: "6. GZ Triennale ‘As We Might Think: Feed-forward", Guangdong Museum of Art, Guangzhou, China, kuratiert von Philipp Ziegler, Angelique Spaninks und Zhang Ga
- 2018: "Challenger Deep", Garden Gallery, Los Angeles, Vereinigte Staaten, kuratiert von Britte Geijer und Zachary Korol-Gold
- 2018: "Wa(h)re Kunst", Landesvertretung Niedersachsen, Berlin, Deutschland, kuratiert von Stefanie Sembill und Sergey Harutoonian
- 2018: "88. Herbstausstellung", Städtische Galerie Hannover, Hannover, Deutschland, kuratiert von Sergey Harutoonian und Kathleen Rahn
- 2018: "Face my Boost under your Shot Spotter", Hard Space, Basel, Schweiz, kuratiert von Marcel Hiller, Arthur Löwen und Markus Saile
- 2018: "1938", Sprengel Museum Hannover, Hannover, Deutschland, kuratiert von Inka Schube
- 2017: "Artworks in the Dark", Keith Bar, Berlin, Deutschland, kuratiert von Sophia Domagala
- 2017: "Hwy 62", Jemez Homestead, Yucca Valley / Joshua Tree, Vereinigte Staaten
- 2017: "Cyber Corporeality", SCAG, Wien, Österreich, kuratiert von Sabrina Steinek
- 2017: "Hybrid Layers", ZKM │ Zentrum für Kunst und Medien, Karlsruhe Deutschland, kuratiert von Giulia Bini, Daria Mille, Sabiha Keyif, Philipp Ziegler
- 2017: "VG Award 17 I abstract, concrete, absolute", Kestnergesellschaft, Hannover, Deutschland, kuratiert von Elmas Senol und Christina Végh
- 2016: "Decal", 1009, Los Angeles, Vereinigte Staaten
- 2016: "Objects in Mirror are closer than they appear", Parrotta Contemporary Art, Stuttgart, Deutschland, kuratiert von Philipp Ziegler
- 2015: "Raumstationen", Kunstverein Hannover, Hannover, Deutschland, kuratiert von Kathleen Rahn und Ute Stuffer
- 2014: "BU - private portrait (neuer ordner)", حليب Berlin, Deutschland
- 2014: "Wall Hysteria", Hochschule für Bildende Künste Braunschweig, Braunschweig, Deutschland
- 2014: "31890 x 19706px. Displayable Outlooks on Promotion", RaSpace, Berlin, Deutschland
- 2013: "The Wrong - New Digital Art Biennial"
- 2013: "Nude Paintings", Media Markt Berlin, Deutschland
- 2013: "Personal Notebooks", Raymond Pettibon's’ Privatresidenz, Los Angeles, Vereinigte Staaten
- 2013: "I Oppose", Hochschule für Bildende Künste Braunschweig, Braunschweig, Deutschland, kuratiert von Frances Scholz
- 2012: "Props", Hochschule für Bildende Künste Braunschweig, Braunschweig, Deutschland, kuratiert von Frances Scholz
- 2012: "IchIchIch", RaumLABOR Braunschweig, Braunschweig, Deutschland, kuratiert von André Odier
- 2011: "I bow", Hochschulgalerie der Hochschule für Bildende Künste Braunschweig, Braunschweig, Deutschland, kuratiert von Frances Scholz
- 2011: "Nomadische Unschärfen", Temporary Gallery Cologne, Deutschland, kuratiert von Frances Scholz und Caroline Nathusius